# Književnost u 1925.
◄◄ | ◄ | 1922. | 1923. | 1924. | 1925.  | 1926. | 1927. | 1928. | ► | ►►
Arhitektura • Astronomija • Biologija • Film • Fotografija • Glazba • Kazalište • Kemija • Kiparstvo • Knjige • Književnost • Kršćanstvo • Meteorologija • Medicina • Planinarstvo • Politika • Pravo • Promet • Slikarstvo • Strip • Šport • Televizija • Znanost • Zrakoplovstvo • Željeznički promet
Književnost u 1925.

## Svijet

### Književna djela
- Proces Franza Kafke
- Gospođa Dalloway Virginije Woolf

### Nagrade i priznanja
- Nobelova nagrada za književnost:

### Rođenja
- 11. listopada – Elmore Leonard, američki romanopisac i filmski scenarist († 2013.)

### Smrti
- 28. prosinca – Sergej Aleksandrovič Jesenjin, ruski pjesnik (* 1895.)

## Hrvatska i u Hrvata

### Smrti
- 2. svibnja – Antun Branko Šimić, hrvatski pjesnik, esejist, kritičar i prevoditelj (* 1898.)

## Vanjske poveznice
|  | Zajednički poslužitelj ima još gradiva o temi Književnost u 1925. |